# Имборњана (Варезе)
Имборњана је насеље у Италији у округу Варезе, региону Ломбардија.
Према процени из 2011. у насељу је живело 85 становника. Насеље се налази на надморској висини од 726 м.